# Trapezítsa
Trapezítsa är en bergstopp i Grekland.   Den ligger i prefekturen Nomós Ioannínon och regionen Epirus, i den nordvästra delen av landet, 300 km nordväst om huvudstaden Aten. Toppen på Trapezítsa är 1 454 meter över havet.
Terrängen runt Trapezítsa är bergig åt sydost, men åt nordväst är den kuperad. Runt Trapezítsa är det mycket glesbefolkat, med 2 invånare per kvadratkilometer. Närmaste större samhälle är Kónitsa, 4,0 km väster om Trapezítsa. Trakten runt Trapezítsa består i huvudsak av gräsmarker.